# Kliszczynci
Kliszczynci (ukr. Кліщинці) – wieś na Ukrainie, w obwodzie czerkaskim, w rejonie złotonoskim, w hromadzie Irklijiw, nad Zbiornikiem Krzemieńczuckim. W 2001 roku liczyła 1307 mieszkańców.